# 170
Римська імперія •  Парфянське царство •  Кушанське царство •  Східна Хань •  Сармати

## Геополітична ситуація
У Римській імперії  другий рік одноосібно править Марк Аврелій (до 180). Імперія  займає Апеннінський, Піренейський та Балканський півострови, Галлію, частину Британії, Близький Схід, Північну Африку включно з Єгиптом. В імперії лютує чума Антоніна. Пограничні області перебувають під натиском германців. 
Наймогутніша держава центральної Азії — Парфянське царство. Наймогутніша держава Індостану — Кушанське царство. Династія Хань править у Китаї.  Корейський півострів ділять між собою Три корейські держави. 
Триває докласичний період цивілізації мая.
На території майбутньої України, в степах Причорномор'я, кочують сармати, північніше — племена Черняхівської культури.

## Події
- Консулами у Римі були Гай Еруцій Клар  та Марк Гавій Корнелій Цетег.
- Імператор Марк Аврелій перебував у Паннонії, де тривала маркоманська війна, почав писати книгу своїх роздумів «Розмисли. Наодинці з собою». 
  - Наступ римлян на землі германців захлинувся — двадцятитисячне римське військо було розбите біля Карнунта.
  - Свеви перейшли Дунай, і увірвалися в Італію.
  - Маркомани сплюндрували Одерцо і взяли в облогу Аквілею.
  - Костобоки вчинили наліт на Фракію.
- Апулей написав «Метаморфози». (дата приблизна)
- Шрі Яйна Сатакарні очолив Сатаваганське царство

## Померли
- Марк Корнелій Фронтон